# Elin Lisslass
Elin Lisslass, född 17 juni 1908 i Transtrands församling, Kopparbergs län, död 2 oktober 1986 i Transtrands församling, Kopparbergs län, är en svensk folkmusiker.

## Diskografi
- 1966 – Locklåtar och musik på horn och pipa (Field Recording).[3]

## Filmografi

### Exekutör
- 1986 – Offret

## Utmärkelser
- 1955 – Gås Anders-medaljen
- 1970 – Zornmärket i silver
- 1970 – Zornmärket i guld, "För mästerlig kölning i Transtrands-tradition"